# Nordenskjöld Peak
Der Nordenskjöld Peak ist ein 2355 m (nach britischen Angaben 2345 m) hoher, markanter und teilweise verschneiter Berg auf Südgeorgien. In der Allardyce Range ragt er unmittelbar östlich des Mount Roots am Kopfende des Nordenskjöld-Gletschers auf.
Die Benennung des Berges geht auf den schottischen Geologen David Ferguson zurück, der Südgeorgien zwischen 1911 und 1912 besuchte. Er benannte ihn nach dem gleichnamigen Gletscher. Dessen Namensgeber wiederum ist der schwedische Geologe Otto Nordenskjöld (1869–1928), Leiter der Schwedischen Antarktisexpedition (1901–1903).